# Louis Hélié

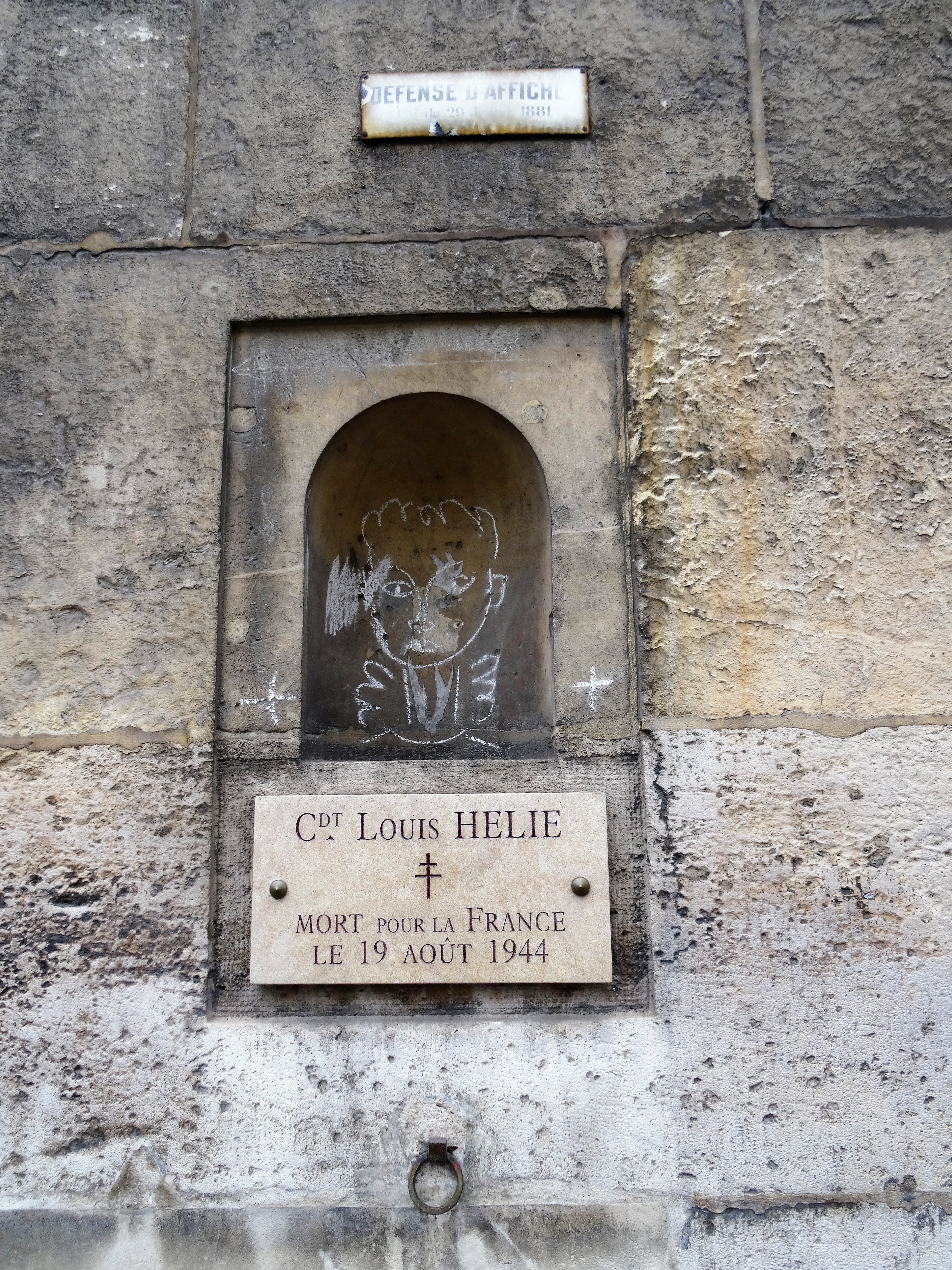
Plaque commémorative de Louis Hélié (rue de Seine).

Le Commandant Louis Hélié, né le 7 août 1889 à Domfront (Oise) et mort le 19 août 1944 à Paris, est un résistant français, membre du mouvement « Les Ardents ». Il a été tué dans le cadre des combats pour la Libération de Paris.

## Biographie
Après avoir pris part à la Première Guerre mondiale, il est à nouveau mobilisé en 1939, à 55 ans. Il est fait prisonnier par l'armée allemande puis libéré en qualité d'ancien combattant de la guerre de 14-18. Il entre dans le mouvement de résistance « Les Ardents » en 1942, où il est responsable de la gestion des gardes chargés de la surveillance des voies ferrées. Sa connaissance des voies de communication (notamment les conduites d'eau souterraines de la Vanne et de Rungis) est extrêmement bonne, et il l'exploite pour y entreposer le contenu des parachutages reçus.
Le 19 août 1944, il est tué par une patrouille allemande alors qu'il cherche à rejoindre les combattants de la Préfecture de police afin de les soutenir dans les combats pour la Libération de Paris.
Il est déclaré « mort pour la France ».

## Plaque commémorative
Au no 3 rue de Seine, dans le 6e arrondissement de Paris, se situe sur le mur de la bibliothèque Mazarine une plaque commémorative indiquant : « Commandant Louis Hélié, mort pour la France le 19 août 1944 ».